# Regiunea de Dezvoltare Sud (Republica Moldova)
Regiunea de Dezvoltare Sud (abreviat RDS) a Republicii Moldova cuprinde 8 raioane: Basarabeasca, Cahul, Cantemir, Căușeni, Cimișlia, Ștefan Vodă, Leova și Taraclia, ocupând 24% din teritoriul Republicii Moldova. Populația regiunii constituie 15% din populația totală a țării. Infrastructura localităților este compusă din 10 orașe fără statut de municipiu (dintre care 8 centre raionale) și 278 localități rurale organizate în 177 comune. Orașele regiunii sunt: Basarabeasca, Cahul, Cantemir, Căușeni, Căinari, Cimișlia, Leova, Iargara, Ștefan-Vodă și Taraclia. Cel mai mare oraș al regiunii este orașul Cahul.
În comparație cu alte regiuni de dezvoltare și mediile pe țară, Regiunea de Dezvolzate Sud are cel mai mic grad de industrializare. Pămîntul este una din principalele resurse naturale, suprafața terenurilor agricole constituind 74% din suprafața totală a terenurilor. 

## Demografie

### Numărul populației
| 2011     | 2012     | 2013     | 2024     |
| -------- | -------- | -------- | -------- |
| ▼540 756 | ▼538 946 | ▼537 182 | ▼306 100 |

### Statistici vitale
Principalii indicatori demografici, 2013:
- Natalitatea: ▲5,835 (10.9 la 1000 locuitori)
- Mortalitatea: ▼5,858 (10.9 la 1000 locuitori)
- Spor natural: -23

## Diviziuni admininistrative
Regiunea de Dezvoltare Sud include:
- 8 raioane ale Republicii Moldova
- 10 orașe
- 278 sate (grupate în 177 comune)
- 22% din teritoriul Republicii Moldova (10636 km2)
- 16% din populația Republicii Moldova
- 5% din producția industrială a Republicii Moldova
- 23% din producția agricolă a Republicii Moldova